# Abdul Wahab Al-Nafisi
Abdul Wahab Al-Nafisi (Ciudad de Kuwait, 1933 - 7 de junio de 2024) fue un político kuwaití y prominente funcionario gubernamental que se desempeñó como Ministro de Comercio e Industria en Kuwait durante los años setenta del siglo pasado.

## Biografía
Nacido en 1933, Al-Nafisi recibió su educación primaria en la Escuela Ahmadíyah y posteriormente obtuvo su licenciatura en Comercio de la Universidad de El Cairo en 1961.
Después de completar su educación, Al-Nafisi inició su carrera profesional en la Diwan de los Empleados de Kuwait, ascendiendo más tarde a subsecretario en la Diwan de Contabilidad. Posteriormente, fue designado como miembro de la junta directiva en una empresa de transportes.
En 1975, Al-Nafisi fue nombrado Ministro de Comercio e Industria en el octavo gobierno de Kuwait, siendo reconfirmado en el mismo cargo durante los gobiernos noveno y décimo en 1976 y 1978 respectivamente. Durante su mandato ministerial, Al-Nafisi fue reconocido por su liderazgo en el desarrollo y modernización del ministerio, desempeñando un papel crucial en la fundación de la Bolsa de Kuwait en 1977.
Además de su labor ministerial, Al-Nafisi representó a Kuwait en diversas conferencias árabes e internacionales, destacando su participación en la Conferencia de Desarrollo Internacional de 1976, que atrajo la asistencia de más de cien países.
Al-Nafisi falleció el 7 de junio de 2024 a los 91 años.